# مونية بوستة
مونية بوستة ( 24 مارس 1967, الرباط ) مهندسة مغربية تم تعيينها يوم 5 أبريل 2017 في منصب  كاتبة الدولة لدى وزير الشؤون الخارجية والتعاون الدولي في حكومة سعد الدين العثماني.

## حياتها
مونية بوستة هي ابنة القيادي في حزب الاستقلال محمد بوستة. حصلت على دبلوم مهندس في مجال هندسة العمليات الصناعية من المدرسة المحمدية للمهندسين سنة 1990،ثم تولت السيدة مونية بوستة عدة مهام بوزارة الصناعة و التجارة.